# تيتيسيات
تيتيسيات (الاسم العلمي: Tethydidae)، فصيلة حيوانات بحرية من الرخويات بطنقدميات خلفيات الخياشيم العديدة.
أجناسه اثنان، تيتيس ومليب.